# TAZ 90 (камуфляж)
Камуфляж TAZ-90 (нім. TarnAnZug 90, фр. TASS 90) — деформаційний військовий камуфляж, що в 1993-2022 роках використовувався для стандартної бойової та парадної форми збройними силами Швейцарії. Також відомий під назвою Swiss Woodland («Швейцарський Woodland»). З 2022 року був замінений на камуфляж Multiumfeldtarnmuster-16.

## Історія
Камуфляжний візерунок TAZ-90 прийнятий на озброєння швейцарським військовим у 1993 році на заміну попередньої швейцарської моделі камуфляжа TAZ 83. Участь у його розробці брала Федеральна вища технічна школа Цюріха, оскільки модель була створена відповідно до швейцарських ландшафтів.

## Візерунок
Чотириколірний візерунок складається з бежевого, коричневого, зеленого та чорного і є розвитком попередніх швейцарських камуфляжних візерунків TAZ-57 і TAZ-83 (Alpenflage — «альпійський прапор»), які він замінив на початку 1990-х років. Візерунок базується на колірній гамі камуфляжа TAZ-83, але з видаленням білих плям і червоного кольору, разом з незначними змінами в шаблоні візерунка.

## Варіанти

### TAZ-90/06
У 2006 році в модель TAZ-90 було додано липучки для кріплення знаків розрізнення та імені (модель TAZ-90/06).

### TAZ-07 (пустельна версія)

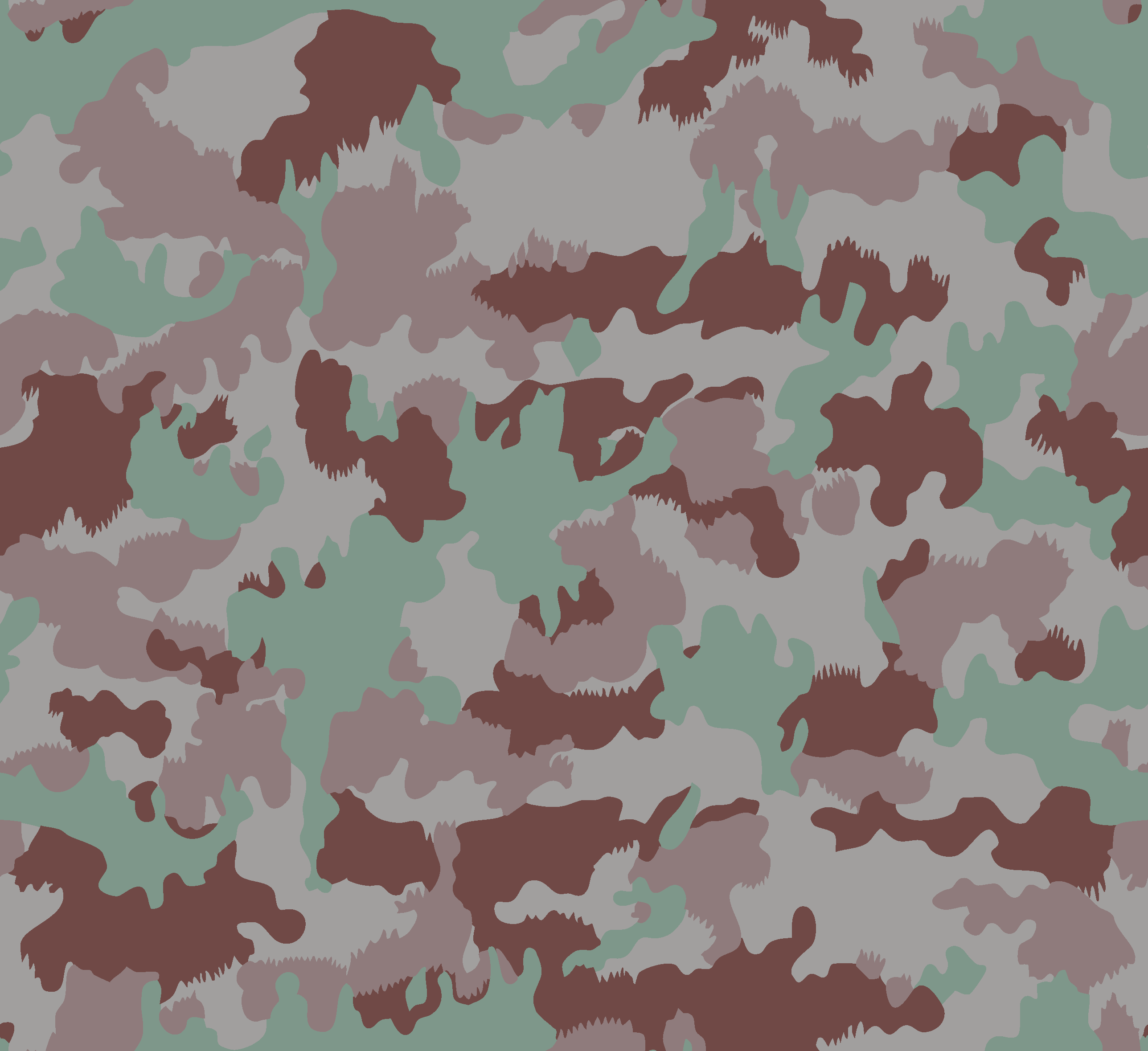
Пустельна версія TAZ-07

У 2007 році було розроблено пустельний варіант камуфляжу TAZ-07, призначений для швейцарських військ, які залучені у миротворчі операції за кордоном. Іноді відомий як Südtarn (південний камуфляж) або Wüstetarn (пустельний камуфляж), цей варіант використовувався швейцарськими військовими під час миротворчих операцій в Косово.

### TAZ-16
З 2022 року на заміну моделі TAZ-90/06 на озброєння швейцарської армії почне прийматись новий камуфляж Multiumfeldtarnmuster-16 із покращеною відповідністю кольорів (чорний вилучено на користь світло-коричневого), але збережено геометрію візерунка. Вартість його розробки становить близько 250 мільйонів швейцарських франків.

## Галерея

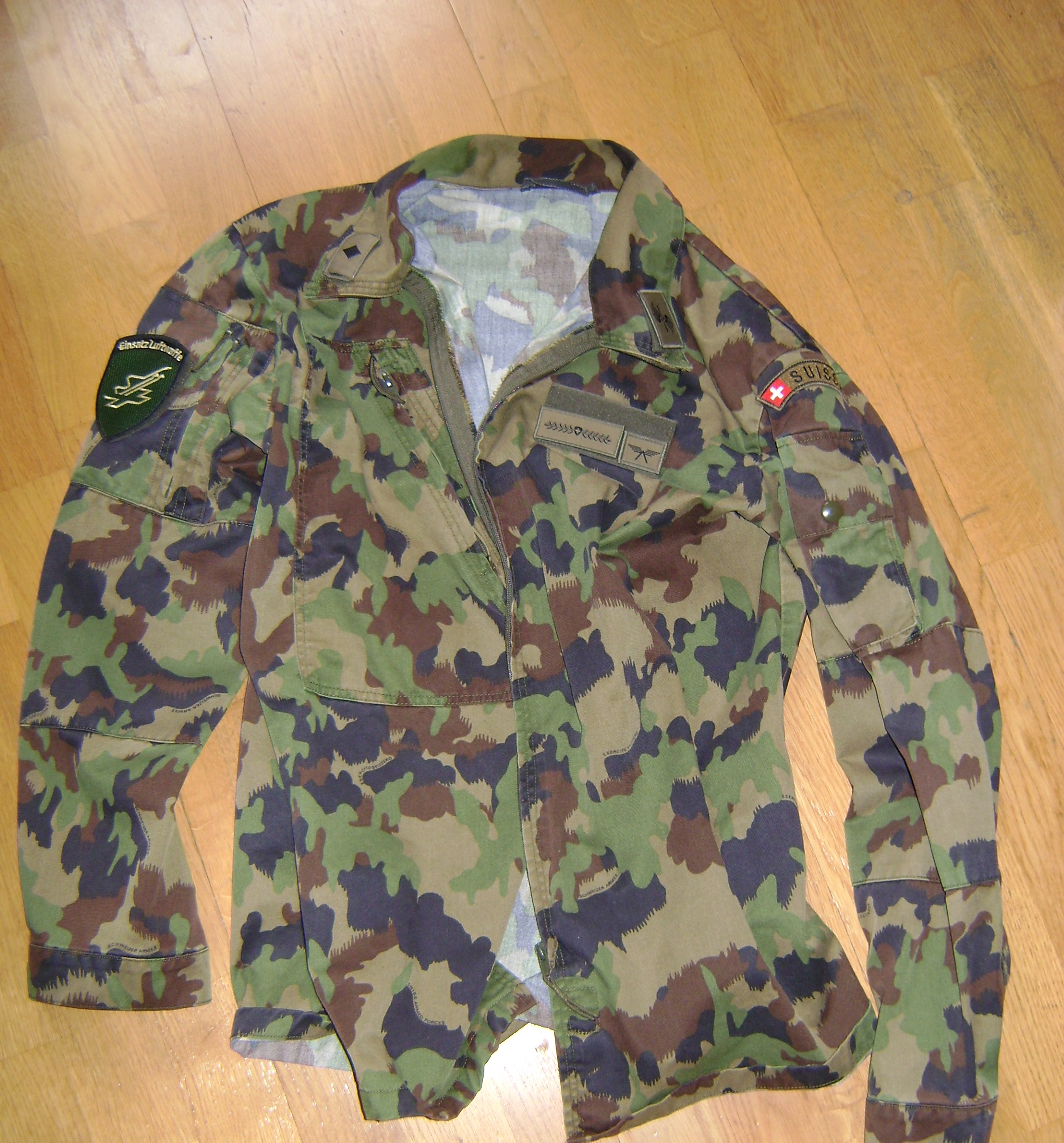
Куртка (кітель) з камуфляжем TAZ-90
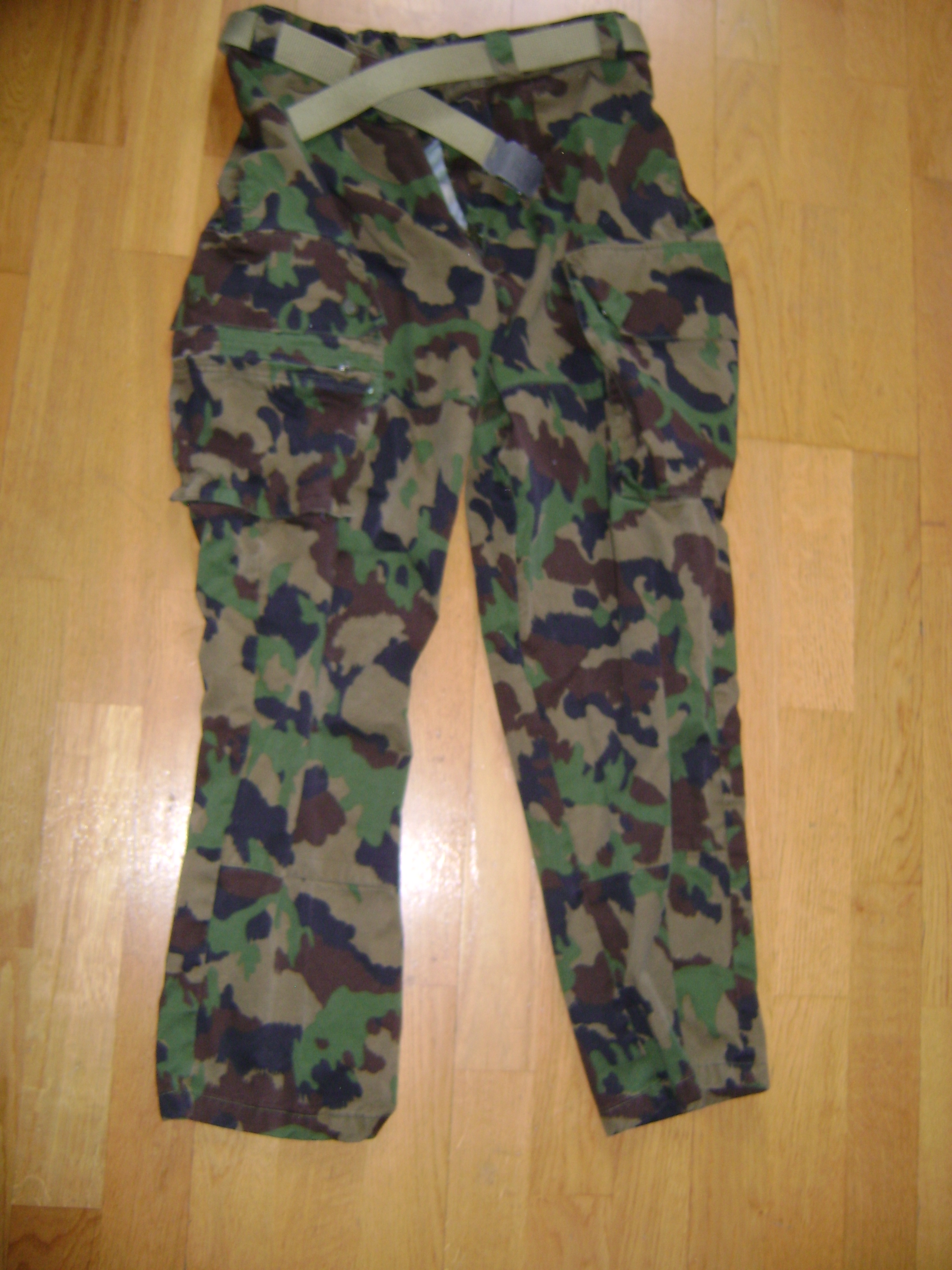
Штани з камуфляжем TAZ-90
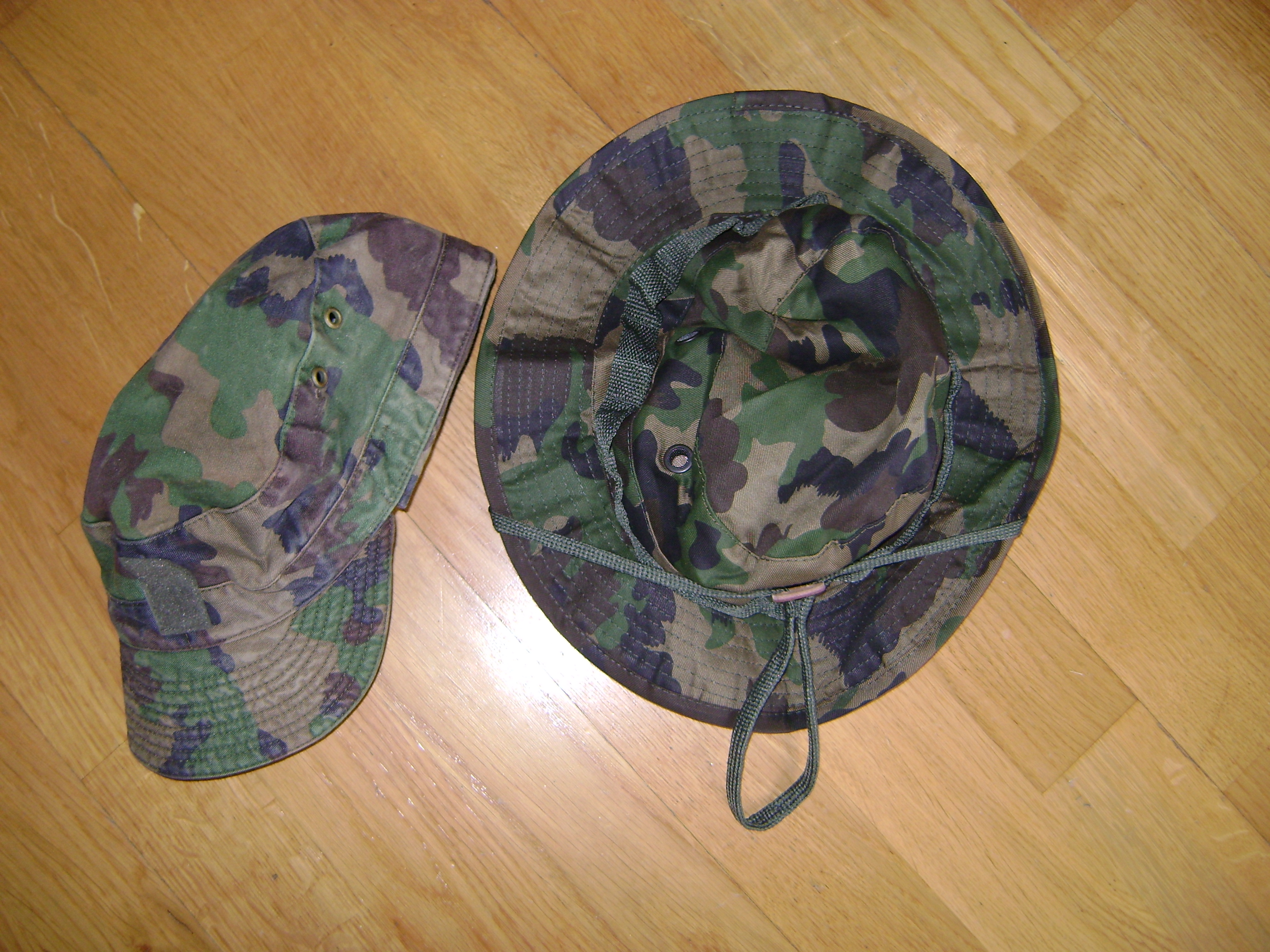
Капелюх з камуфляжем TAZ-90
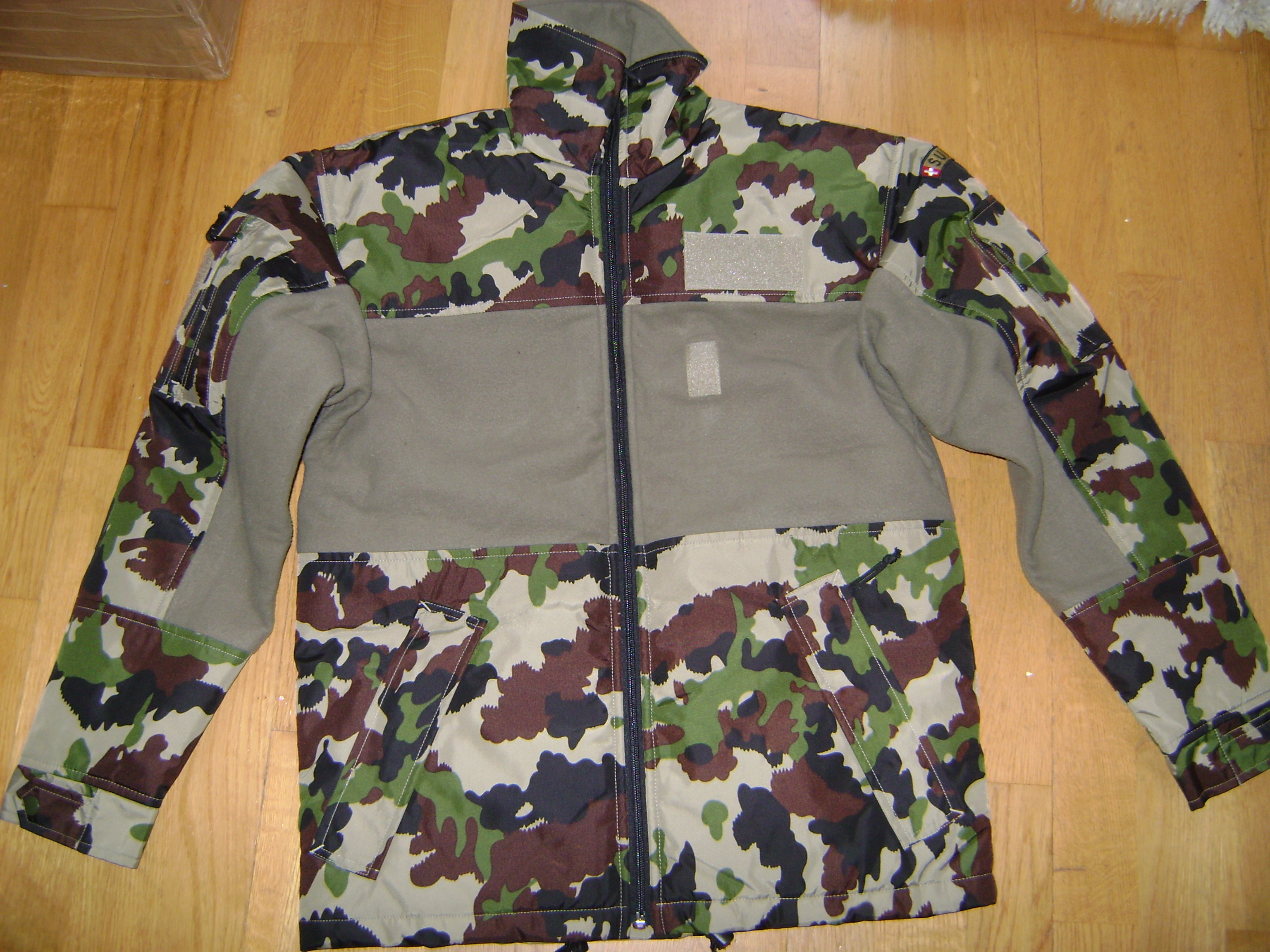
Інструкторська куртка з камуфляжем TAZ-90
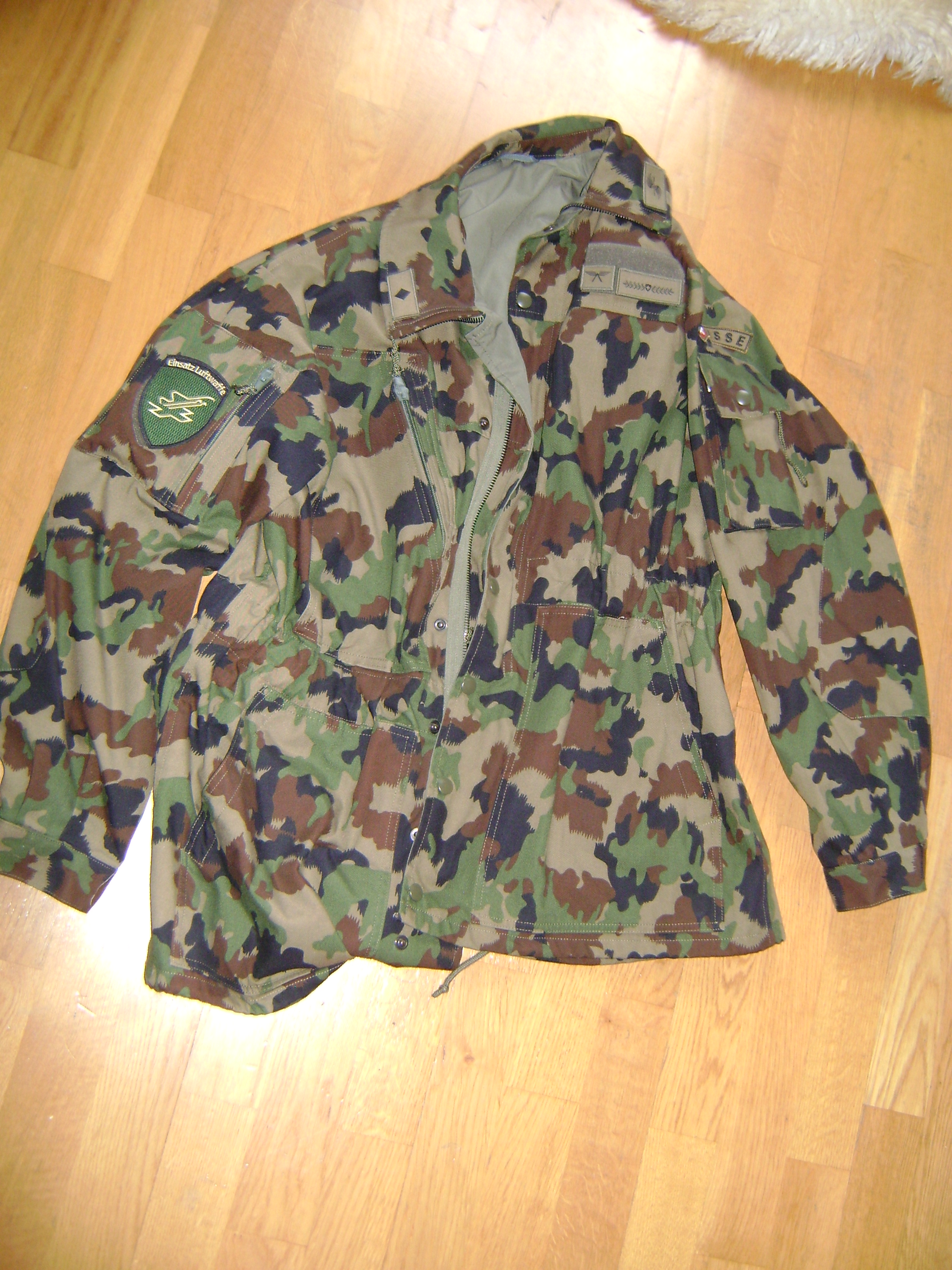
Тепла куртка з камуфляжем TAZ-90 (Swiss Woodland)
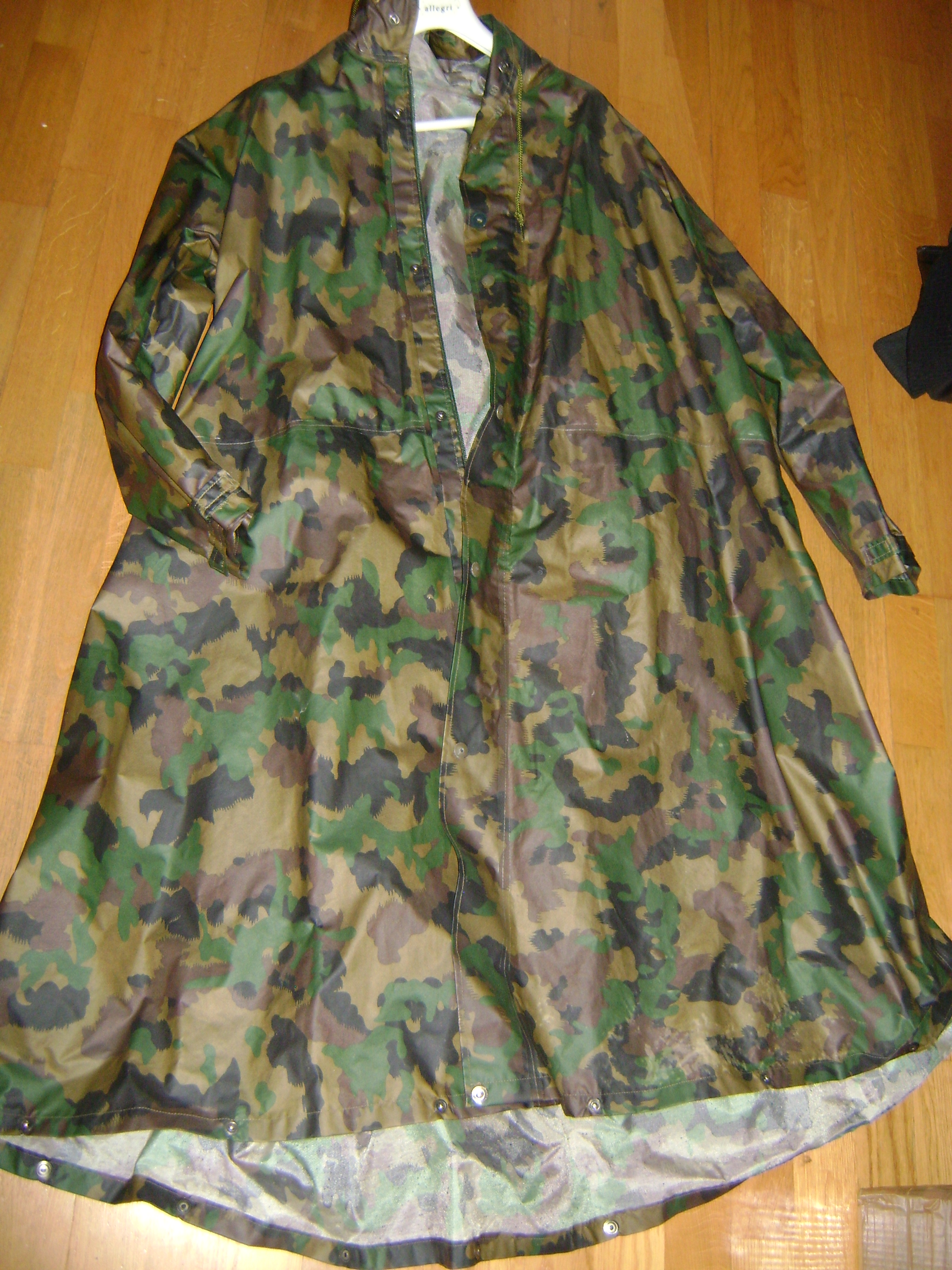
Дощова куртка з камуфляжем TAZ-90
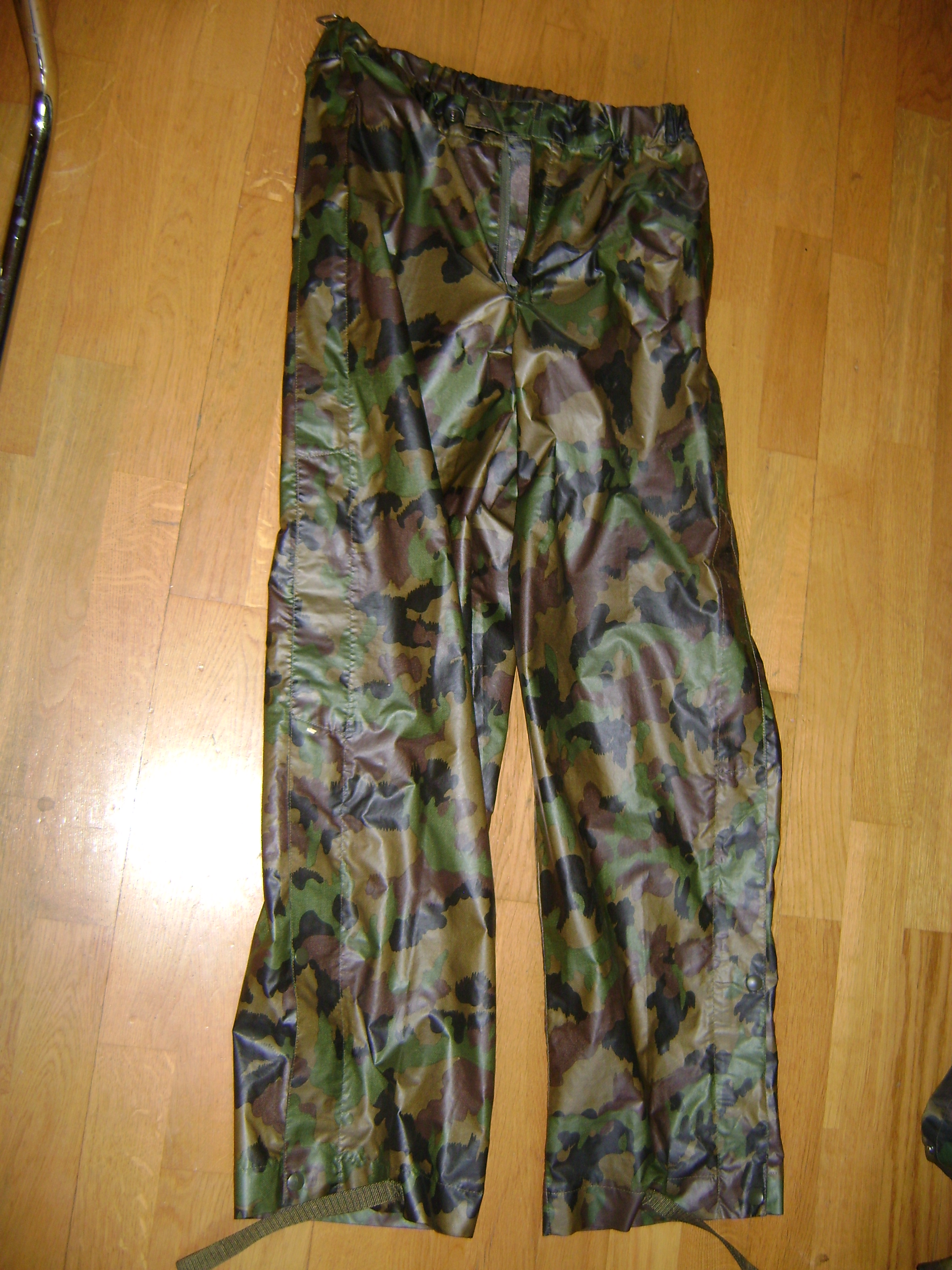
Дощові штани з камуфляжем TAZ-90
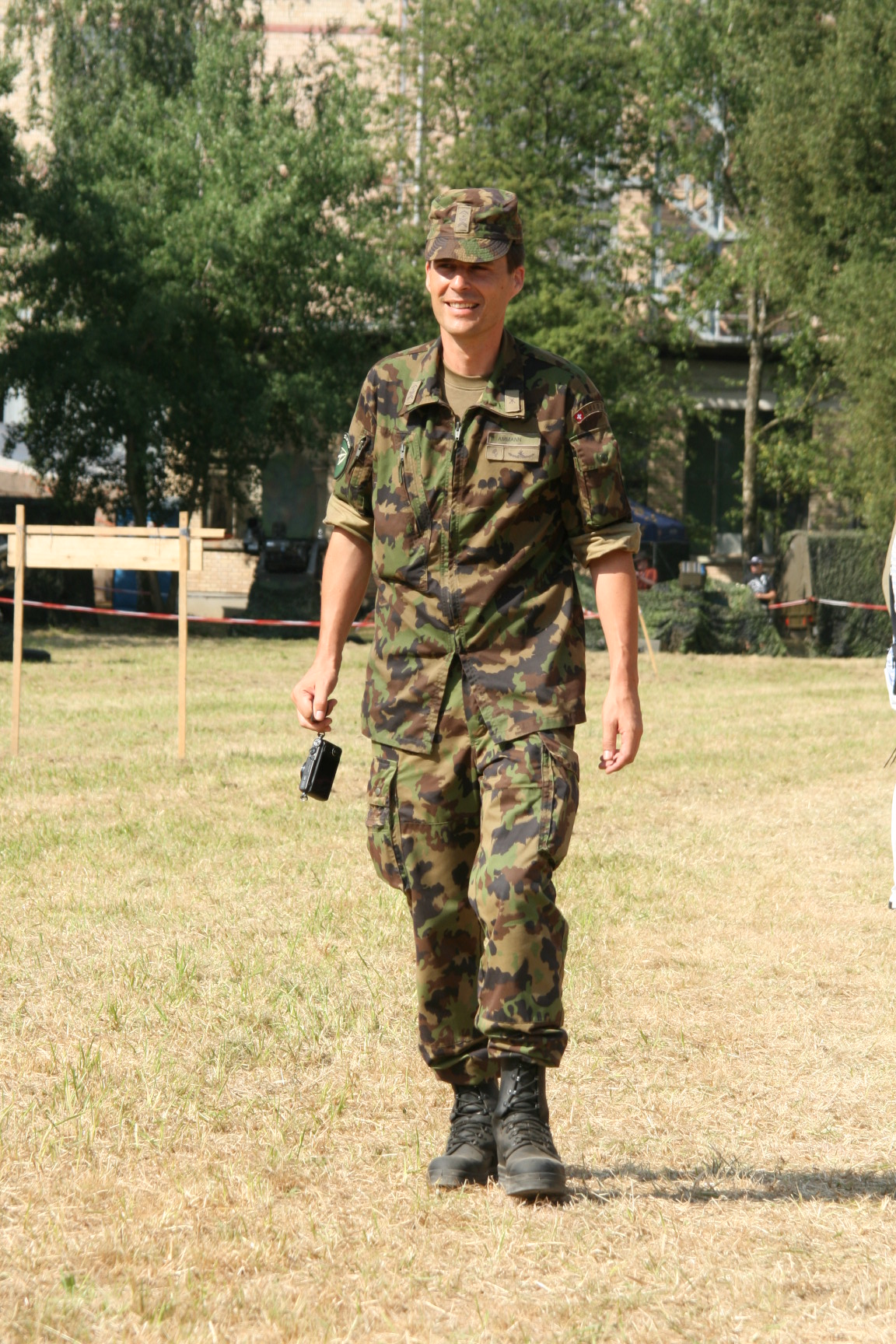
NCO з камуфляжем TAZ-90
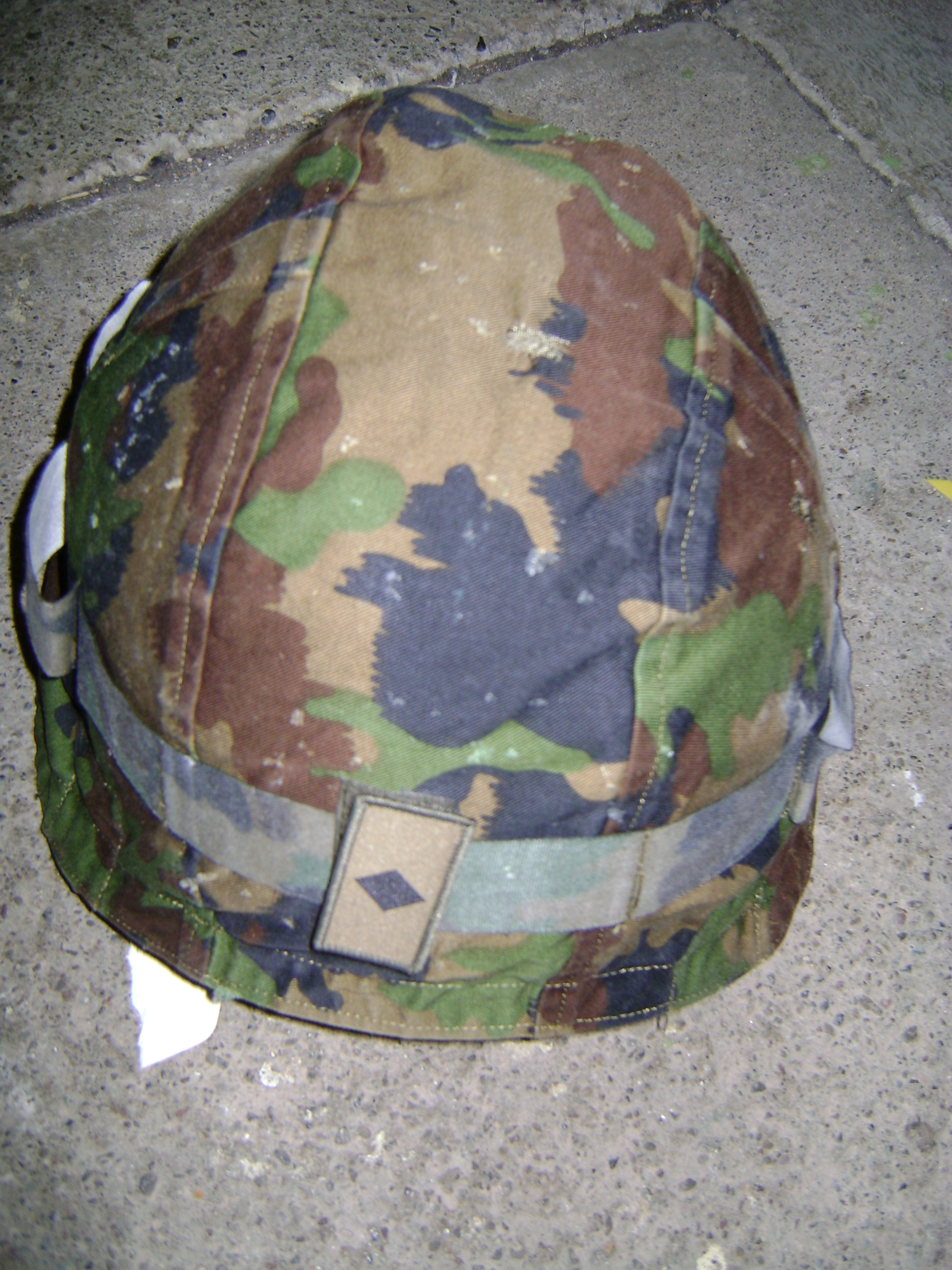
Нашоломник з камуфляжем TAZ-90